# Rzeka roztokowa

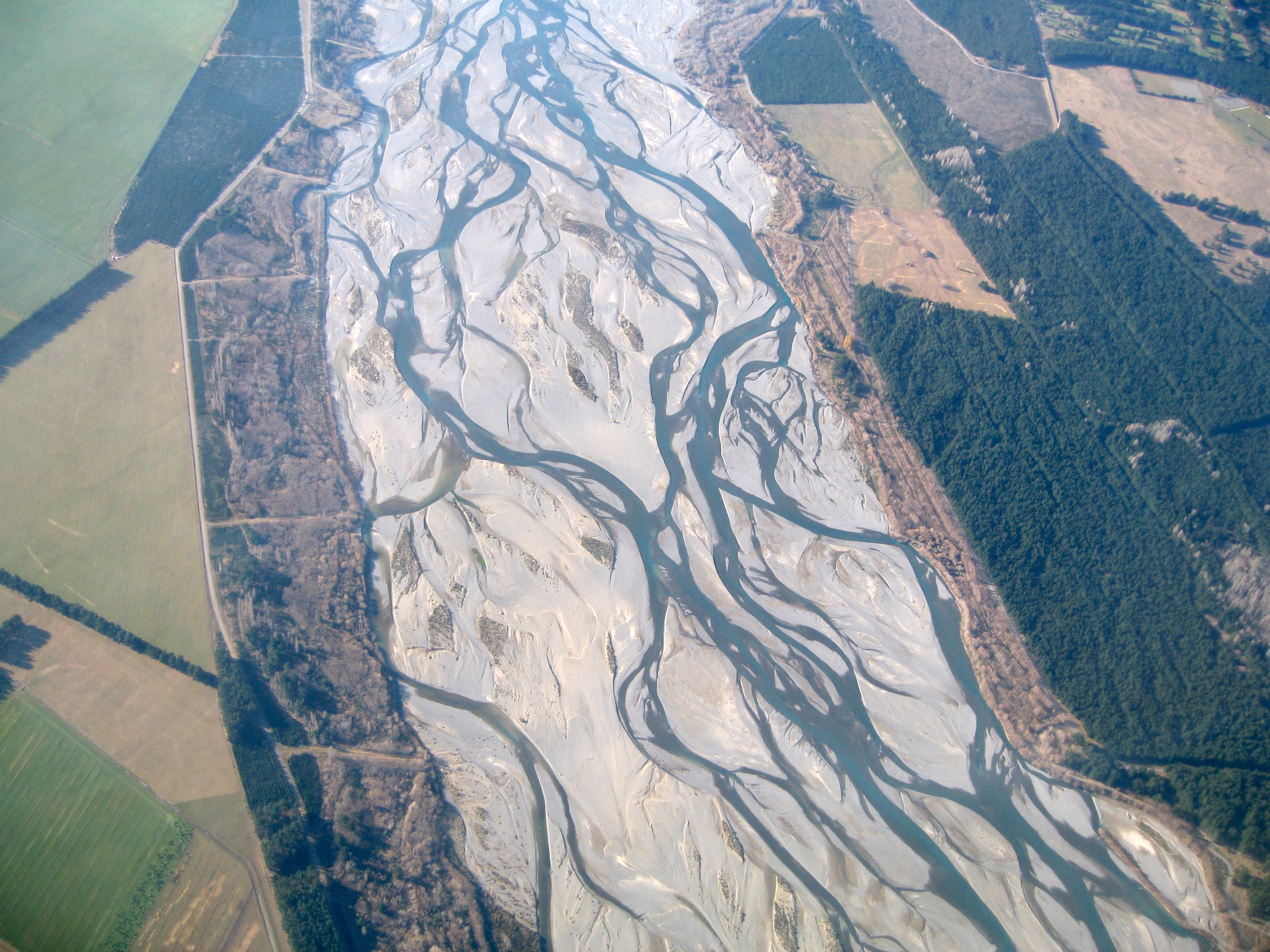
Rzeka Waimakariri w Nowej Zelandii.

Rzeka roztokowa – typ rzeki, której koryta rozdzielone są licznymi wyspami lub raczej odsypami korytowymi i mieliznami. Rzeki roztokowe mogą być zdominowane przez osady piaszczyste lub żwirowe (najczęściej na terenach górskich). W porównaniu z rzekami meandrującymi szerokość łożyska rzek roztokowych jest zazwyczaj bardzo duża, a głębokość względnie niewielka. Dla przykładu szerokość Brahmaputry dochodzi do 20 km, szerokość poszczególnych jej koryt sięga kilku kilometrów, zaś jej głębokość nie przekracza 50 metrów. Łachy korytowe mogą być porośnięte roślinnością, często stanowiąc dogodne miejsce życia dla ptaków.
W Polsce wśród rzek roztokowych dominują rzeki piaskodenne. Charakter rzeki roztokowej ma na przykład Wisła na odcinkach powyżej Płocka. Pierwotnie była rzeką meandrującą, jednak częste powodzie w okresie małej epoki lodowej w XVI – XVIII wieku ukształtowały jej roztokowy charakter. Łachy korytowe można obserwować na Bugu lub Narwi.
Przykłady na świecie to m.in. Tagliamento w północno-wschodnich Włoszech czy Chitina River w południowej Alasce. 

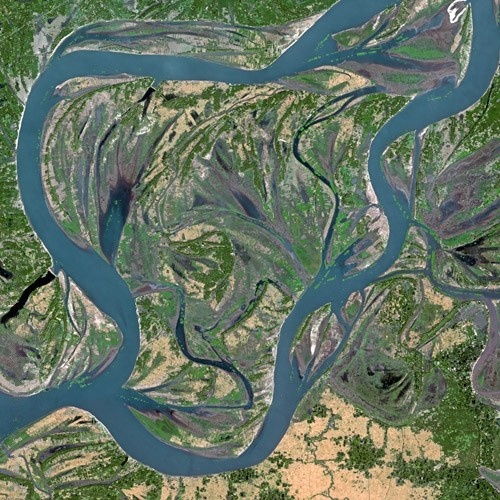
Brahmaputra, Bangladesz.

Bezpośrednie warunki rozwoju rzek roztokowych są w dalszym ciągu przedmiotem dyskusji. Wymienia się takie czynniki, jak duża w porównaniu z rzekami meandrującymi dostawa transportowanego osadu, znaczne nachylenie profilu rzeki, nagłe i częste zmiany przepływu (powodzie), podatne na erozję brzegi i płytko zalegające podłoże skalne.